# Gromada Bzie Zameckie
Gromada Bzie Zameckie war eine Verwaltungseinheit in der Volksrepublik Polen von 1954 bis 1972. Verwaltet wurde die Gromada vom Gromadzka Rada Narodowa, dessen Sitz sich in Bzie Zameckie (heute Teil von Jastrzębie-Zdrój) befand und der aus 16 Mitgliedern bestand.

Die Gromada Bystrzanowice gehörte zum Powiat Pszczyński in der Woiwodschaft Katowice (damals Stalinogród) und bestand aus den ehemaligen Gromadas Bzie Dolne, Bzie Górne und Bzie Zameckie der aufgelösten Gmina Golasowice.
Am 1. Januar 1957 wurde die Gromada Bzie Zameckie in das Powiat Wodzisławski übertragen.
Die Gromada Bzie Zameckie bestand bis zum 1. Januar 1973.